# ليزلي باسيت
ليزلي باسيت (بالإنجليزية: Leslie Bassett)‏ هو ملحن أمريكي، ولد في 22 يناير 1923 في هانفورد في الولايات المتحدة، وتوفي في 4 فبراير 2016 في فلويري برانش في الولايات المتحدة.

## وصلات خارجية
- ليزلي باسيت على موقع ميوزك برينز (الإنجليزية)
- ليزلي باسيت على موقع أول ميوزيك (الإنجليزية)
- ليزلي باسيت على موقع ديسكوغز (الإنجليزية)